# Jatropha macrophylla
Jatropha macrophylla är en törelväxtart som beskrevs av Ferdinand Albin Pax och Käthe Hoffmann. Jatropha macrophylla ingår i släktet Jatropha och familjen törelväxter. Inga underarter finns listade i Catalogue of Life.

## Bildgalleri

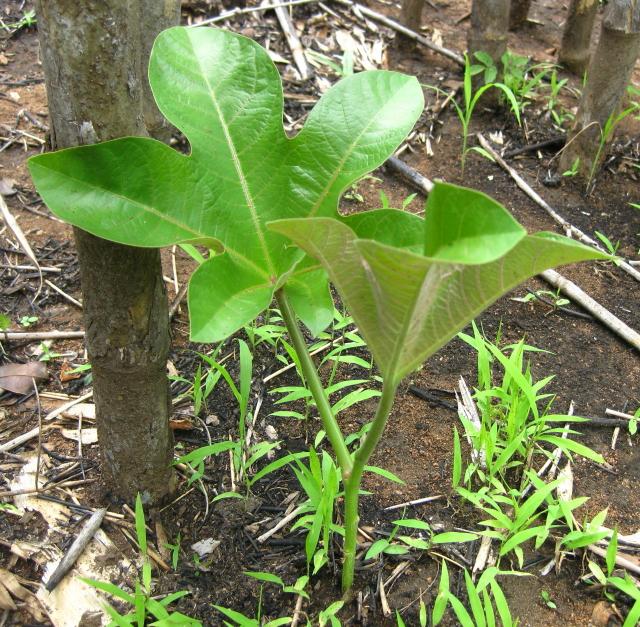
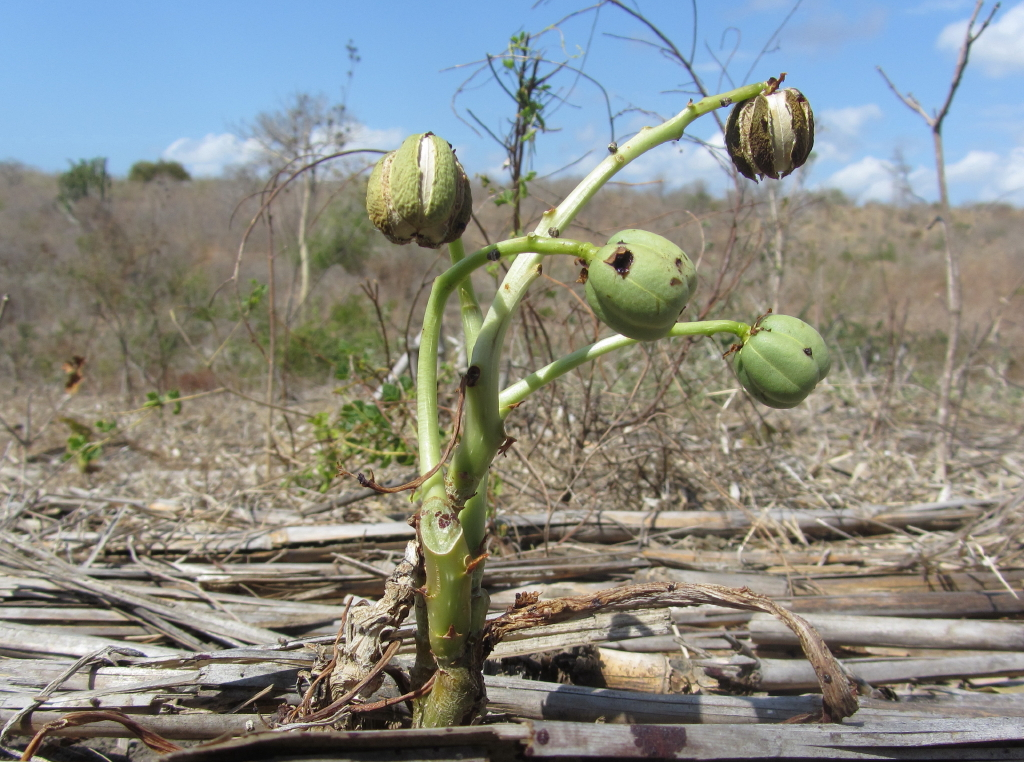
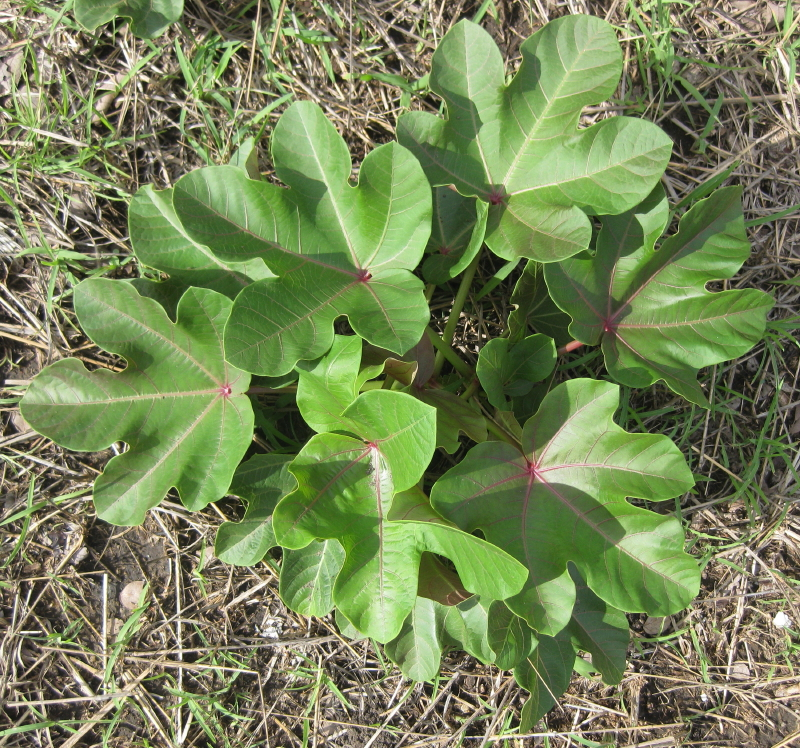
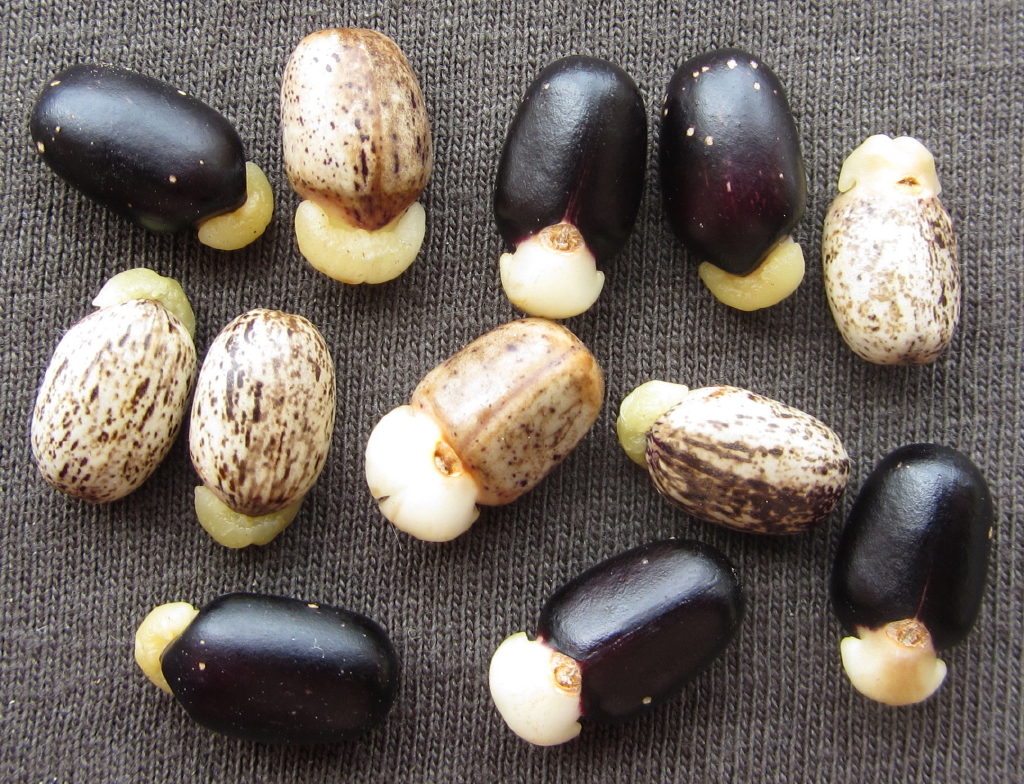